# Суарес, Хоакин
Хоакин Луис Мигель Суарес де Рондело и Фернандес (исп. Joaquín Luis Miguel Suárez de Rondelo y Fernández; 1781—1868) — уругвайский политический деятель.

## Биография
Отцом Хоакина был Бернардо Суарес де Рондело, являвшийся одним из первых поселенцев в Вилья-дель-Гуаделупе-дель-Канелон. Бернардо стал богатым землевладельцем, заслужил чин капитана в испанской армии (отражал вторжения с территории Бразилии), а когда в 1782 году в городе были созданы органы самоуправления — был избран альгвасилом. В 1780 году Бернардо женился на Марии Фернандес из Монтевидео, и в 1781 году у них родился сын Хоакин.
Мать скончалась, когда Хоакину было 13 лет, после чего он вместе с отцом переехал в Монтевидео и получил там образование. Он занялся торговлей и помогал отцу управлять собственностью. В 1806 году Хоакин женился в Вилья-дель-Гуаделупе на Марии Хосефе Аламо; в браке у них родилось восемь детей (двое умерло в младенчестве).
Во время Восточной революции присоединился к силам Хосе Артигаса, под его командованием в 1811 году участвовал в битве при Лас-Пьедрас, а затем принял участие в осаде Монтевидео. Учитывая, что он был местным уроженцем, Артигас назначил его капитаном местной милиции. После того, как вице-король Элио подписал перемирие с правящей в Буэнос-Айресе хунтой, Хоакин Суарес вместе с прочими сторонниками Артигаса принял участие в «Уругвайском исходе», уйдя на западный берег реки Уругвай. В 1814 году принял участие во второй осаде Монтевидео. Не желая участвовать в последовавшей затем вооружённой борьбе, оставил армию и переключился на политику.
После начала в 1816 году нового португало-бразильского вторжения Хоакин Суарес ушёл из общественной жизни и вернулся в Вилья-дель-Гуаделупе, не предпринимая ничего, что задевало бы португальцев.
После того, как в 1825 году высадились Тридцать три Ориенталес, начав освобождение Восточной провинции от бразильцев, их лидер Хуан Антонио Лавальеха встретился с Суаресом и прочими влиятельными местными жителями, и Суарес лично передал Лавальехе 50 тысяч песо на военные расходы.
14 июня 1825 года в городке Флорида собрался Флоридский конгресс, на котором Суарес присутствовал в качестве делегата от Флориды. 25 августа Конгресс провозгласил независимость Восточной провинции от Бразилии и её вхождение в состав Соединённых провинций Южной Америки. В ответ 10 декабря Бразилия объявила войну Соединённым провинциям. Так началась Аргентино-бразильская война, итогом которой стало образование независимого Уругвая.
Во время войны Суарес продолжал быть членом Палаты представителей Конгресса, заседания которых проходили в разных городах, и стал широко известен благодаря ряду законодательных инициатив. 5 июля 1826 года он стал губернатором Восточной провинции. Однако 12 октября 1827 года генерал Лавальеха распустил Конгресс и сместил Суареса с поста губернатора, став единоличным диктатором в провинции.
В соответствии с предварительной мирной конвенцией 1828 года бывшая бразильская провинция Сисплатина стала Восточной республикой Уругвай. Была созвана Генеральная конституционная и законодательная ассамблея Восточного государства Уругвай, одним из первых шагов которой стало создание временного правительства. Губернатором был избран генерал Рондо, но так как тот в то время отсутствовал в стране, то временно исполняющим его обязанности стал Хоакин Суарес. За свой краткий период пребывания в этой должности он успел издать ряд важных декретов (в частности, утвердил национальный флаг).
В июне 1829 года по причине плохого здоровья Хоакин Суарес сложил с себя полномочия члена Ассамблеи, и потому не участвовал в разработке Конституции 1839 года.
19 сентября 1831 года президент Фруктуосо Ривера предложил Суаресу пост правительственного министра по делам внешних сношений, но тот 7 ноября отказался от этого предложения.
В 1834 году Хоакин Суарес был избран депутатом Палаты представителей от Монтевидео, а по истечении срока полномочий стал сенатором от Серро-Ларго. Когда в 1838 году Ривера вторгся в страну с наёмниками из Бразилии, то Суарес вошёл в состав примирительной комиссии, уговорившей президента Орибе 22 октября 1838 года сложить полномочия.
15 февраля 1839 года Хоакин Суарес был избран президентом Сената. В связи с тем, что генерал Ривера постоянно отсутствовал, ведя боевые действия, Суарес практически постоянно исполнял обязанности президента страны.
В 1842 году поражение Риверы в битве при Арройо-Гранде открыло путь в страну аргентинско-уругвайским войскам под командованием бывшего президента Орибе. В 1843 году началась Великая осада Монтевидео. 1 марта 1843 года конгресс объявил об окончании президентства Риверы, формально передав власть Хоакину Суаресу и организовав «Правительство обороны».
В 1844 году участвовал в открытии монетного двора, отчеканив первую национальную монету. В 1845 году он урегулировал требования к возможности заниматься медицинской и хирургией, а также признал независимость Республики Парагвай. В 1846 году в связи с окончанием функций конгресса он создал Ассамблею знати и Государственный совет под председательством Алехандро Чукарро, который выполнял функции парламента. В 1847 году он основал Институт народного просвещения. В 1851 году он распустил Ассамблею знати и создал Высший военный суд.
8 октября 1851 года Суарес подписал мирный договор, завершивший девятилетнюю осаду Монтевидео. После возвращения к конституционному правлению Суарес по причине плохого здоровья передал 15 февраля 1852 года полномочия президента Сената Бернардо Пруденсио Берро, после чего вернулся к частной жизни.
В 1854 году он был избран сенатором от Канелонеса, а в 1858 году — депутатом от Монтевидео, но плохое здоровье вынудило его отказаться от этих должностей, что привело к финансовым затруднениям.
Х. Суарес умер 26 декабря 1868 году в возрасте 87 лет и был похоронен в соборе Монтевидео, рядом с могилой генерала Фруктуосо Ривера.

## Память
Населённый пункт сельского типа (пуэбло) на территории департамента Канелонес на юге Уругвая был назван Хоакин-Суарес.